# Ильинское (Парфеньевский район)
Ильинское — село в Парфеньевском районе Костромской области.

## География
Находится в центральной части Костромской области приблизительно в 25 км по прямой на север-северо-восток от центра района села Парфеньево.

## История
В 1760 году здесь на месте починка Валявского был основан погост Ильинский, в 1770 году здесь уже были две деревянные церкви — Ильинская и Никольская. В 1813 г. на месте деревянной Ильинской церкви была построена каменная церковь. Никольская была разобрано за ветхостью. В 1872 году здесь было учтено 47 дворов, в 1907 году —52, в 1907 году —103. В период существования Костромской губернии село относилось к Кологривскому уезду. До 2021 года село входило в Матвеевское сельское поселение.

## Население
Постоянное население составляло 272 человека (1872 год), 476 (1897), 476 (1907), 32 в 2002 году (русские 97 %), 6 в 2022.